# Шанду (уезд)
Шанду́ (кит. упр. 商都, пиньинь Shāngdū) — уезд городского округа Уланчаб автономного района Внутренняя Монголия (КНР).

## История
Во времена империи Цин здесь находились Шандуские пастбища, на которых паслись табуны императорских лошадей.
Уезд был образован в 1918 году, и вошёл в состав Особого административного района Чахар (察哈尔特别行政区), с 1929 года ставшего провинцией Чахар. Со второй половины 1930-х годов оказался под контролем прояпонского марионеточного правительства Мэнцзяна, после Второй мировой войны во время гражданской войны был ареной противоборства коммунистов и гоминьдановцев.
В 1952 году провинция Чахар была расформирована, и уезд Шанду был передан в состав Специального района Чжанцзякоу (张家口专区) провинции Хэбэй. В 1962 году уезд был передан в состав аймака Уланчаб автономного района Внутренняя Монголия. В 2004 году аймак Уланчаб стал городским округом.

## Административное деление
Уезд Шанду делится на 6 посёлков и 4 волости.